# Aleksandr Predke
Aleksandr Aleksandrovitx Predke (rus: Александр Александрович Предке; nascut el 5 de gener de 1994) és un jugador d'escacs rus, que té el títol de Gran Mestre des de 2016. Representa internacionalment Sèrbia des de 2023.

## Biografia i resultats destacats en competició
Predke va començar a jugar als escacs als set anys. És un antic alumne de l'escola d'escacs de Tolyatti. El 2010, va guanyar el Campionat d'escacs juvenil de Rússia en el grup d'edat sub-16. El 2014, va ser tercer al Campionat de Rússia júnior en el grup d'edat sub-20. El 2017, a Samara va ser segon al memorial Lev Polugaevsky. L'agost de 2018, va acabar tercer al Torneig obert de la Universitat Tècnica de Riga.
El 2016, va rebre el títol de Gran Mestre Internacional (GM) de la FIDE.